# Павел Загумни
Павел Лех Загу̀мни (на полски: Paweł Lech Zagumny) е полски волейболист, национален състезател от 1998 г. Смятан е за най-добрия състезател в света на поста разпределител.

## Биография
Роден е на 18 октомври 1977 г. в град Ясло във волейболно семейство. Баща му Лех играе като разпределител в столичния Легия Варшава. С младежкия национален отбор печели титлите от европейското първенство през 1996 г. и световното първенство от 1997 г. През 2006 г. става световен вицешампион, а през 2009 г. европейски шампион, като част от мъжкия национален отбор. На провелия се през 2012 г. в София финален кръг за Световната лига печели златен медал. Женен е за Оливия (с моминско име Брохоцка), която също е волейболистка.

## Индивидуални награди[4]
- Най-добър разпределител на Младежкото световно първенство (1997 г.)
- Най-добър разпределител на Световното първенство в Япония (2006 г.)
- Най-добър разпределител в Световната лига (2007 г.)
- Най-добър разпределител на Олимпийските игри в Пекин (2008 г.)
- Най-добър разпределител на Европейското първенство в Турция (2009 г.)